# Heini Stocker
Heini Stocker (26 agosto 1973) è un ex calciatore liechtensteinese, di ruolo difensore.

## Carriera

### Nazionale
Ha collezionato 7 presenze con la propria Nazionale.